# Выборы президента США в Юте (2024)
Вы́боры Президе́нта США 2024 го́да в Ю́те прошли во вторник, 5 ноября 2024 года. В них приняли участие все 50 штатов, а также округ Колумбия. Избиратели Юты выбирали выборщиков, которые будут представлять их в Коллегии выборщиков, путём всенародного голосования. Юта имеет 6 голосов выборщиков в Коллегии выборщиков после перераспределения в результате переписи населения США 2020 года (штат сохранил имевшееся ранее количество голосов).

## Внутрипартийные выборы
Внутрипартийные выборы обеих партий состоялись в супервторник, 5 марта 2024 года.

### Праймериз Демократической партии

Праймериз Демократической партии по округам (2024)

| Кандидат             | Голоса | %    | Делегаты |
| -------------------- | ------ | ---- | -------- |
| Джо Байден           | 59 235 | 86,8 | 30       |
| Марианна Уильямсон   | 3562   | 5,2  | 0        |
| Дин Филлипс (снялся) | 3065   | 4,5  | 0        |
| Габриэль Корнехо     | 1517   | 2,2  | 0        |
| Фрэнки Лозада        | 868    | 1,3  | 0        |
| Всего                | 68 247 | 100  | 30       |

### Кокусы Республиканской партии

Кокусы Республиканской партии по округам (2024)

| Кандидат              | Голоса | %    | Делегаты |
| --------------------- | ------ | ---- | -------- |
| Дональд Трамп         | 48 350 | 56,4 | 40       |
| Никки Хейли           | 36 621 | 42,7 | 0        |
| Райан Бинкли (снялся) | 826    | 1,0  | 0        |
| Всего                 | 85 797 | 100  | 40       |

## Всеобщие выборы

### Предвыборная статистика
Обозначения:
- Р — равенство
- НП — небольшое преимущество
- ДП — достаточное преимущество
- СП — существенное, но преодолимое преимущество
- ОП — огромное преимущество

| Источник              | Рейтинг | По состоянию на: |
| --------------------- | ------- | ---------------- |
| Cook Political Report | ОП (Р)  | 19 декабря 2023  |
| Inside Elections      | ОП (Р)  | 26 апреля 2023   |
| Sabato's Crystal Ball | ОП (Р)  | 29 июня 2023     |
| DDHQ/The Hill         | ОП (Р)  | 14 декабря 2023  |
| CNalysis              | ОП (Р)  | 30 декабря 2023  |
| CNN                   | ОП (Р)  | 14 января 2024   |
| The Economist         | ОП (Р)  | 12 июня 2024     |
| 538                   | ОП (Р)  | 11 июня 2024     |
| RCP                   | ОП (Р)  | 26 июня 2024     |

### Опросы
Дональд Трамп vs. Камала Харрис
| Источник опроса                             | Период проведения   | Размер выборки | Уровень погрешности | Дональд Трамп Республиканская | Камала Харрис Демократическая | НИ  |
| ------------------------------------------- | ------------------- | -------------- | ------------------- | ----------------------------- | ----------------------------- | --- |
| Deseret News/Hinckley Institute of Politics | 15–19 октября 2024  | 813 (ЗИ)       | ±3,4%               | 63%                           | 31%                           | 6%  |
| Noble Predictive Insights                   | 2–7 октября 2024    | 600 (ЗИ)       | ±4,0%               | 52%                           | 39%                           | 9%  |
| Noble Predictive Insights                   | 2–7 октября 2024    | 539 (ПИ)       | ±4,2%               | 54%                           | 38%                           | 8%  |
| Public Policy Polling (D)                   | 27–28 сентября 2024 | 612 (ПИ)       | ±4,0%               | 54%                           | 39%                           | 7%  |
| HarrisX                                     | 2–9 августа 2024    | 800 (ЗИ)       | ±3,1%               | 60%                           | 28%                           | 12% |